# Takashi Okuhara
Takashi Okuhara (jap. 奥原 崇, Okuhara Takashi; * 31. Juli 1972 in der Präfektur Tokio) ist ein ehemaliger japanischer Fußballspieler.

## Karriere
Okuhara erlernte das Fußballspielen in der Schulmannschaft der Horikoshi High School und der Universitätsmannschaft der Chūō-Universität. Seinen ersten Vertrag unterschrieb er 1995 bei den Tokyo Gas (heute: FC Tokyo). Der Verein spielte in der zweithöchsten Liga des Landes, der Japan Football League. 1999 wurde er mit dem Verein Vizemeister der J2 League. Für den Verein absolvierte er 55 Spiele. Ende 1999 beendete er seine Karriere als Fußballspieler.